# 今田忠
今田 忠 （いまだ まこと、1937年3月17日 - 2017年11月18日）は、日本の市民活動家。市民社会研究所所長。有限会社みみずく舎代表取締役。

## 略歴
大阪府豊中市生まれ。1959年、東京大学教養学部卒業。
日本生命保険、日本生命財団企画調査部長、助成財団資料センター企画委員、NPO研究フォーラム事務局長、笹川平和財団プログラム・ディレクター、主席研究員を経て、1996年5月より阪神・淡路コミュニティ基金代表。1999年5月に基金が閉鎖となり退職。
この他、羽衣国際大学客員教授、中京女子大学客員教授、関西学院大学非常勤講師、愛知学泉大学講師、同志社大学非常勤講師などを務めた。
2017年11月18日9時46分、癌性腹膜炎のため兵庫県神戸市の病院で死去。80歳没。

## 社会的活動
- 日本NPO学会顧問、元会長
- 特定非営利活動法人パブリックリソースセンター専務理事
- 認定NPO法人 市民活動センター神戸（KEC）理事
- 特定非営利活動法人市民基金こうべ理事・事務局長、元顧問
- 特定非営利活動法人あいあいネット神戸理事
- 特定非営利活動法人こどもコミュニティケア理事
- 特定非営利活動法人ボランタリーネイバーズ顧問
- 一般財団法人社会的認証開発推進機構評議員
- GiveOne（ギブワン）運営評議会運営評議員
- 特定非営利活動法人シンフォニー理事
- 社会福祉法人大阪ボランティア協会フィランソロピー・CSR・リンクアップフォーラム顧問
- 公益信託愛・地球博開催地域社会貢献活動基金（愛称：あいちモリコロ基金）元運営委員長
- 社団法人フィランソロピー協会元評議員
- NPO政策研究所元常任幹事
- コミュニティ政策学会元会計監査

## 著作

### 単著
- 『概説市民社会論』（関西学院大学出版会、2014年）
- 『日本における民間公益活動の流れ―私的体験を中心に』（NPO法人シンフォニー、2016年）

### 共著
- （橋本徹・古田精司・本間正明編）『公益法人の活動と税制ー日本とアメリカの財団・社団』（清文社1986）
- （川添登・山岡義典編著）『日本の企業家と社会文化事業』（東洋経済新報社、1987年）
- （島田晴雄編）『開花するフィランソロピー』（阪急コミュニケーションズ、1993年）
- （Yayoi Tanaka (著), Makoto Imada (著), Michael Norton(編)）『Corporate citizenship in japan』（Directory of Social Change,London、1996年）
- （神戸都市問題研究所編）『生活復興の理論と実践』（勁草書房、1999年）
- （木原勝彬・田中逸郎・早瀬昇・内山博史・水谷綾・阿部圭宏・直田春夫・新川達郎(監修)）『NPOと行政の協働の手引き[NPOシリーズ (2)] 』（大阪ボランティア協会、2003年）

### 編著
- （林雄二郎 (編集), 今田忠 (編集)）『フィランソロピーの思想―NPOとボランティア』（日本経済評論社、2000年）
- 『NPO起業・経営・ネットワーキング』（中央法規、2000年）
- 『日本のNPO史』（ぎょうせい、2006年）
- （パブリックリソースセンター編）『NPO実践マネジメント入門』（東信堂、2009年）
- （パブリックリソースセンター編）『NPO実践マネジメント入門【第2版】』（東信堂、2012年）
- （日本ファンドレイジング協会編）『寄付白書2010』（日本経団連出版、2011年）
- （日本ファンドレイジング協会編）『寄付白書2011』（日本経団連出版、2012年）
- （日本ファンドレイジング協会編）『寄付白書2012』（日本経団連出版、2013年）

### 訳書
- レスター・M. サラモン (著), H.K. アンハイアー (著)『台頭する非営利セクター』（監訳ダイヤモンド社、1996年）